# 沈丘县
沈丘县在中国河南省东部、颍河中游，是周口市下辖的一个县。总人口約96萬人，縣人民政府駐槐店回族鎮。

## 历史
秦置项县，东魏改秣陵县，隋朝改项城县，明朝移置沈丘县。

## 行政区划
沈丘县下辖2个街道办事处、15个镇、5个乡：
东城街道、北城街道、槐店回族镇、刘庄店镇、留福镇、老城镇、赵德营镇、付井镇、纸店镇、新安集镇、白集镇、刘湾镇、莲池镇、洪山镇、北杨集镇、邢庄镇、周营镇、石槽集乡、范营乡、李老庄乡、冯营乡和卞路口乡。

## 领导信息
- 县长：余长坤
- 县委常委、常务副县长：张锐
- 县委常委、宣传部部长、副县长：李涛
- 副县长、公安局党委书记、局长：何洪涛
- 副县长：李永丰
- 县政府党组成员、副县长、卞路口乡党委书记：龙腾[3]

## 交通
- 220国道過境。
- 宁洛高速過境。
- 濮新高速過境。
- 郑阜高速铁路设沈丘北站。

## 人口
根據第七次全國人口普查結果，截至2020年11月1日零時，沈丘縣常住人口956631人。
全县有汉、回、满、蒙古、藏、壮、土、苗、达斡尔9个民族。汉族95.6万多人，回族1.8万多人，其他7个民族共44人。属国家级贫困县。县政府驻槐店镇。沈丘历史悠久。自古就有“梁宋吴楚之冲，齐鲁汴洛之道”之称。境内的乳香台、青固堆、东冢等古迹均为新石器时代的文化遗址。现县城槐店回族镇西郊，西周时为项子国都，今县境南部，春秋时属楚之寝丘邑。从西周建项国至今，已有约3000余年的历史。

## 历史
秦置项县，东魏改秣陵县，隋改项城县，明置沈丘县。沈丘是以周朝的沈国为名的，沈丘意为沈国废墟。

## 地理
沈丘县地势西北部较高，海拔42米，东南部稍低，海拔36米。因河流冲刷，坑塘较多。河流7条，全长149公里。主要有河流有颍河、蔡河、泉河、汾河等。沈丘县属于暖温带大陆性季风气候，年平均气温14.5℃，年平均降水量700毫米左右，全年无霜期200天左右。

### 全景俯瞰图
- 沈丘县俯瞰全景图

### 资源概况
沈丘县农副农品资源丰富。盛产小麦、玉米、大豆、棉花、芝麻、瓜果等。特色农业、畜牧业、养殖业已具规模，是国家确定的粮食生产基地、生猪外贸出口基地、槐山羊板皮出口基地、黄牛生产基地和揪楝树生产基地。沈丘县粮食作物以小麦、玉米、大豆为主；经济作物有棉花、烟叶、油菜籽、花生、芝麻、黄红麻；森林覆盖率21.4%；主要树种有泡桐、杨树、槐树、柳树、榆树等；土特产有熏羊肉、山羊板皮等。

## 经济

### 经济建设
2010年全县生产总值突破百亿元达到119.89亿元，按可比价格计算，比上年增长11.2%，是“十五”末54.45亿元的2.2倍。年均增长13.3%，三次产业结构由2005年的32∶39∶29，调整到2010年的28.5∶41.5∶30。二、三产业所占比重达到71.5%，产业结构进一步优化，财政一般预算收入增长到34328万元，比上年增长26.4%，是“十五”末的3.5倍，五年年均增长30.2%。全社会消费品零售总额44.73亿元，比上年增长19.6%，是“十五”末的2.4倍。城镇居民人均可支配收入12100元，增长11%，农民人均纯收入突破4000元达到4190元，增长15.2%。城乡居民储蓄存款余额78.97亿元，较年初净增10.32亿元。“十一五”时期成为沈丘国民经济发展史上最好的时期之一，被评为“全省县域经济社会发展十快县、全国“县级产业集聚区竞争力百强县”等荣誉称号。
以工业突破为抓手，加强园区集聚，优化产业升级，推进全民创业，培植骨干企业，主攻大项目，推动大招商，实现了工业规模、质量效益、产业集群、园区集聚、科技创新五大新突破。初步形成了食品加工、聚酯网业、机械加工、棉纺织造四大支柱产业。2010年底，全部工业增加值达到42.8亿元，比2009年增长14.8%。其中，规模以上工业增加值达到28.4亿元，同比增长23.6%。“十一五”时期全部工业增加值年均增长速度达到16.4%，占GDP的比重由2005年的25.7%提高到2010年的35.7%。其中，规模以上工业增加值年均增长速度达到32.2%。
产业集聚区建设快速推进，产业集聚区服务功能和承接产业转移能力得到明显提升，被省工信厅确定为全省承接产业转移示范区试点，并在2008年被评定为“中国县域产业集群竞争力百强”。2010年底，食品加工业完成总产值76亿元。金丝猴食品股份有限公司纳税7599万元，是全县工业企业第一纳税大户，被评为全省百强民营企业。河南网业大厦、园区综合服务大厦主体已经完工。聚酯网业市场份额占全国的55%以上，是全国最大、全省唯一的聚酯网生产、销售和研发基地，被中国轻工业联合会授予中国聚酯网之乡称号。华丰网业被评为全省高成长型中小企业50强，三闸纺织入选全省纺织服装企业50强。乾丰散热器4条高压铸铝生产线、建南铝业4条铝材生产线、凯旺电子150条通讯线缆生产线的建成，提升了机械制造产业的科技含量。
沈丘位于项城市的东郊，两城距离只有15公里。30年，受项城经济迅猛发展的影响，弹指一挥，30年沧桑巨变。30年来，沐浴着改革开放的春风，在历届县领导的正确领导和全县人民的务实拼搏下，沈丘县走出了一条不断解放思想、开放创新、振兴崛起的科学发展康庄大道。沈丘县坚持以科学发展观统领经济社会发展全局，本着“立足新起点、把握新机遇、实现新跨越、建设新沈丘”的工作定位，以推进全民创业、实施工业突破为总抓手，立足传统优势和良好基础，革新条框束缚，激活创业主体，提速增效，跨越发展，沈丘城乡面貌由此巨变。
2007年，在全市县域工业经济发展考评中，该县获综合评定第一名，受到市委、市政府表彰。前三季度，全县GDP完成72亿元，同比增长13.8%；城镇固定资产投资21.8亿元，增长30%；农民人均现金收入3320元，增长25%；城镇居民可支配收入达到7375元，增长16.2%；居民储蓄余额61亿元，比年初净增10亿元，居全市县域单位排序第二位。

### 工业发展
工业是国民经济中创造增加值最高、财政贡献最大、容纳就业岗位最多的产业，是县域经济发展的强大引擎。县十次党代会以来，沈丘坚持以加快工业发展为突破口和着力点，把提升工业发展水平作为经济发展的主攻方向，坚持发展思路向工业聚焦、优惠政策向工业倾斜、工作力量向工业摆布、资源要素向工业聚集，以工业的突破发展推动县域经济的追赶跨越。整个工业园区的建筑风格统一：灰白色的墙体，湖蓝色的房檐，方方正正的建筑，色彩明快，格调大气。沙北造纸网特色园区是全省特色园区之一，已入驻华丰、恒丰、华鑫等造纸网企业19家，年销售收入超过10亿元。
河南省造纸网业协会、中国造纸网科技研发中心落户该园区。全县初步形成了四大支柱产业：以金丝猴集团为龙头的食品加工业，品牌享誉全国；以华丰网业、恒丰网业为龙头的造纸网产业，在国内同行业中占据半壁江山；以乾丰暖通、双象机械为龙头的机械制造业，产品远销俄罗斯等国家；以三闸纺织、银河巾被为龙头的棉纺织业，企业群体达38家。同时，槐店镇的棉纺织、劳保制品、机械制造，北郊乡的聚酯网，付井镇的食品饮料，莲池乡的矿山配件，新安集镇的磨料磨具，纸店镇的粮食加工等中小企业运行良好，效益明显。7月，周口市召开科技创新沈丘现场会，推广了该县靠科技立企创新发展的先进经验。截至9月底，全县民营工业企业达到588家，比去年底的69家净增17家。工业总产值79.47亿元,同比增长29.9%；销售收入77.88亿元，增长29.8%；实现工业增加值23.8亿元，增长29.9%；实现利润6.4亿元，增长22.2%；入库税金16186万元，增长36.7%。
沈丘的工业发展和项目建设汇聚了人气，带来了商机，带动了城市建设和第三产业发展。“建设现代城市，营造江淮情调，打造水韵绿城，展现个性沈丘……。”在编制成县城总体规划后，沈丘县在全市首家请专家和专门机构对县城重点路段、重点街区和新城区发展编制建设控制性详细规划。几年前，沈丘县只有大闸路和县府街一纵一横2条主街道。自县十次党代会以来，该县对兆丰大道进行了升级改造，全县修建城区道路11条，总长35公里，总面积130万平方米；改造修复城区道路6条，总长23公里，总面积60平方米，县城规划区形成主要干道“五纵三横一环”的网状格局。城市建设2年多的投入相当于过去30年的总和！而这些全靠城市经营和市场运作。
城市变化带动了房地产业和服务业迅速发展。在宽敞、明亮富有现代化气息的兆丰大道和火车站前大道沿线以及沈丘沙颍河两岸，塔吊林立，一片繁忙的景象。县文体中心、综合体育馆、恒瑞商业步行街、一峰购物广场、万家乐生活广场等先后投入使用。在完善城市功能的同时，拉动了城市三产快速提升。沈丘的街心花园、市民文化广场、街角林带、10多公里横贯城区的滨河公园，把昔日相貌平平的县城装扮成了靓丽小城。

### 农业产业
2007年至2008年，沈丘全县小麦平均单产连续2年超千斤，是黄河以南第一个小麦亩产超千斤的县，被国家农业部和省政府授予“粮食生产先进县”称号。同时，该县还注重引导培育农民积极建立互助合作组织，互利合作，共赢市场。全县农民专业合作社已注册83家，涉及畜禽养殖、蔬菜种植、林果栽培、订单粮食、中药材种植等多个门类，社员入股资金8316万元，入社农户3468户，带动非成员农户12万多户。
按照新农村建设“二十字”方针要求，沈丘县积极推动基础设施建设向农村延伸，公共服务向农村覆盖，现代文明向农村辐射。全县实现所有行政村通电、通路（硬化）、通电话、通宽带、通广播电视，广大农民共享改革发展成果，过上了文明幸福新生活。全县22个乡镇（办事处）558个行政村新农村建设规划确定，借助颍河复堤改造，新建“一河两路”8个乡镇（办事处）14个新农村建设示范村。自2006年始，该县坚持开展“和美家庭”评选活动，全县尊老爱幼、互敬互助、邻里团结、和睦相处的文明乡风日渐形成。

### 产业集群
沈丘槐店镇历史上就是中原重要的商品集散地。改革开放以来，国有、集体、个体商业发展迅速，已形成以批发市场为龙头，以专业市场为骨干，以集贸市场为补充的商品流通格局。投资5000万元新建的颍河商贸城，占地面积5.8万平方米，集商贸、饮食、娱乐为一体。可容纳1600个工商户投资经营，形成一个设施齐全，辐射范围较广的市场。
沈丘县造纸工业发展迅速，已成当地支柱产业，占据了全国造纸工业生产销售的半壁江山，是全国规模最大的造纸工产业集群区和研发销售基地，年产值达12亿元。其中，河南华丰网业有限公司已跻身国内同行业前三强。全县现已拥有近百个造纸网专业村，造纸网业企业500多家，其中年产值超亿元的企业两家，从业人员3.5万多人，产业辐射4个乡镇50多个村。造纸网产品已发展到20多个系列、100多个品种，1000多个规格，产品远销日本、瑞典、俄罗斯及东南亚等国家和地区，占全国同行业市场份额的近一半。

## 特产
顾家馍、槐山羊板皮、槐山羊肉、沈丘兆丰贡酒、沈丘马五牛羊肉等特产，槐山羊板皮，简称槐皮：中国地理标志产品。